# Кречет
Кре́чет (Falco rusticolus) — найбільший вид соколів, що водяться на крайній півночі Старого і Нового Світу. В Україні це рідкісний залітний птах.

## Опис тіла
Кречети близькі між собою за зовнішнім виглядом і різняться головним чином своїм забарвленням, яке, до того ж дуже сильно варіює, як за віком, так і місцем походження. Вид поділяється на кілька підвидів, але цей поділ непослідовний і не є визнаним більшістю дослідників. Від інших соколів кречети відрізняються дуже великим розміром (довжина тіла близько 60 см), відносно довгим, круто зігнутим дзьобом, опереною на 2/3 цівкою, ширшими крилами та відносно довгим хвостом.
Найбільший у світі сокіл є поліморфним, має 3 колірні фази: білу, сіру і темну. Темна фаза є темно-сірою, майже чорною, у деяких індивідуумів і груп цієї морфи трапляється в північних районах Канади. Біла морфа зазвичай трапляється в Гренландії, і, як правило, є майже чисто білою з деякими позначками, як правило, на крилах. Сіра морфа є проміжною і трапляється по всьому діапазону, як правило, два тони сірого кольору є на тілі. Цей вид має статевий диморфізм — самці важать 800–1300 г, їхня загальна довжина в середньому 53 см; самиці важать 1400–2100 г, їхня загальна довжина в середньому 56 см. Як і більшість соколів, має довгі гострі крила, довгий хвіст і щербатий дзьоб, очі здаються чорними. 

## Особливості біології
Кречети водяться переважно на обривистих, скелястих морських берегах, особливо поблизу від пташиних «базарів», літають дуже швидко, роблячи часті удари крилами та рідко парять (окрім часу перельоту або періоду розмноження), харчуються влітку головним чином морськими птахами, взимку гірськими тетеруками, а також куріпками, зайцями та іншими невеликими птахами й ссавцями. Гніздяться в западинах у скелях, займаючи залишене гніздо круків або віднімаючи, або роблячи його самостійно, іноді селяться і на деревах; гніздо вистилається гілками та травою, кладка складається з 4 яєць. Середня тривалість життя у дикій природі: 162 місяців.

## Кречет і людина
У Середньовіччі кречети високо цінувалися як мисливські птахи для соколиного полювання. Кречетів використовують як ловецьких птахів, та поділяють на білих кречетів — найкращих і найцінніших, ісландських кречетів, норвезьких або звичайних («сірих») кречетів і червоних кречетів — що нині дуже цінуються в Бухарі, Хіві, Киргизьких степах, Алжирі, Ірані та Індії, а в колишній час також у Франції, Англії. Кречети відносяться до ловецьких птахів високого польоту, причому скидаються на здобич — «б'ють» її зверху, іноді схоплюючи її кігтями й відносячи з собою або ж тільки вбиваючи силою удару.

## Галерея

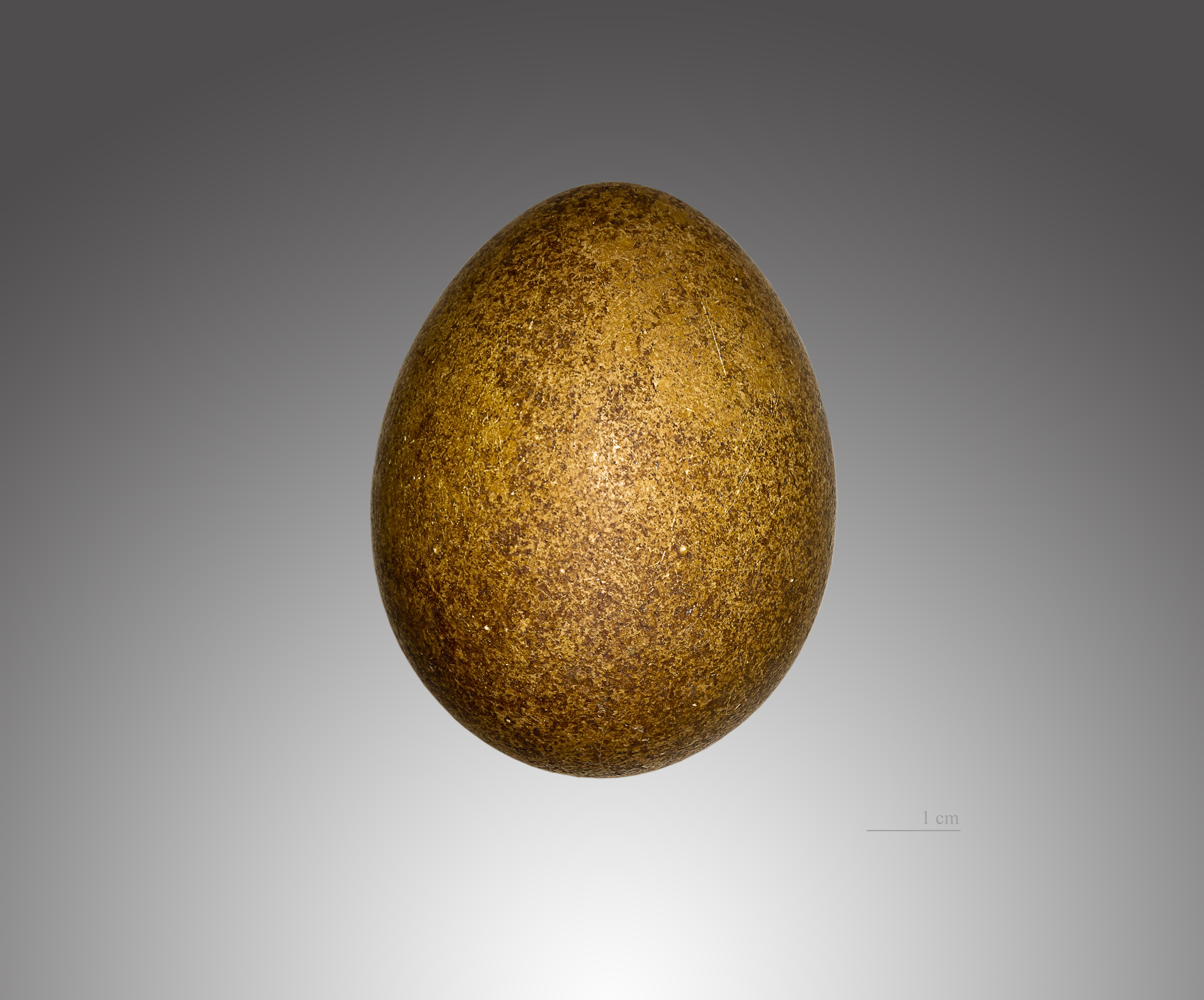
Яйце кречета
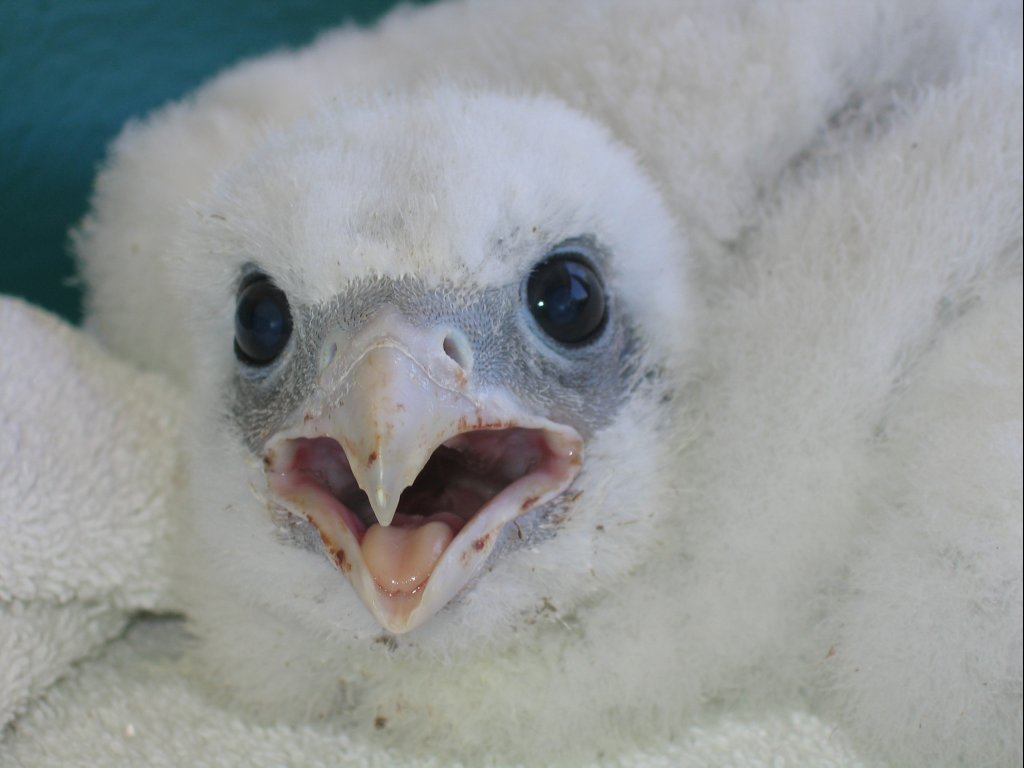
Пташеня кречета
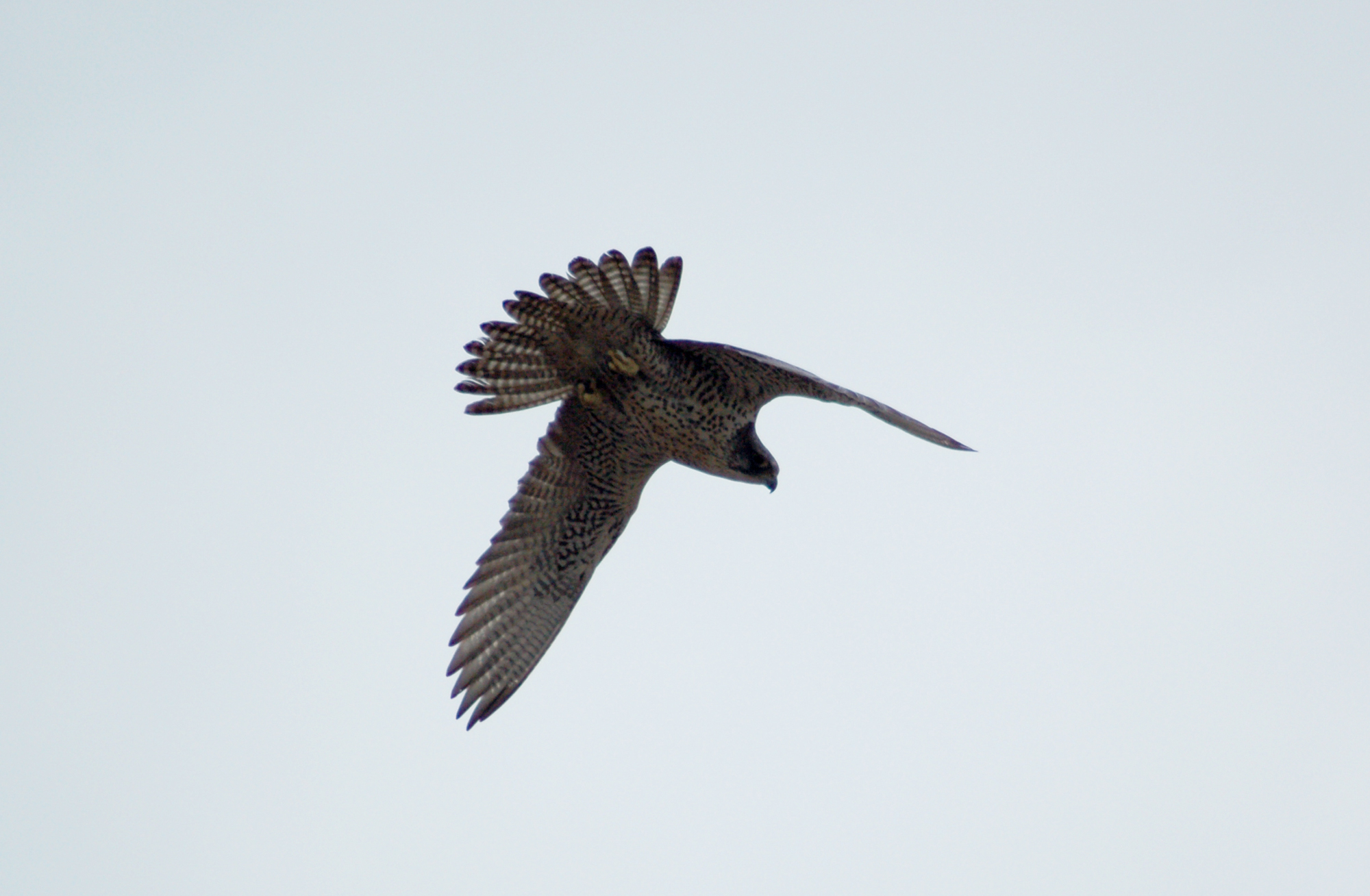
Політ
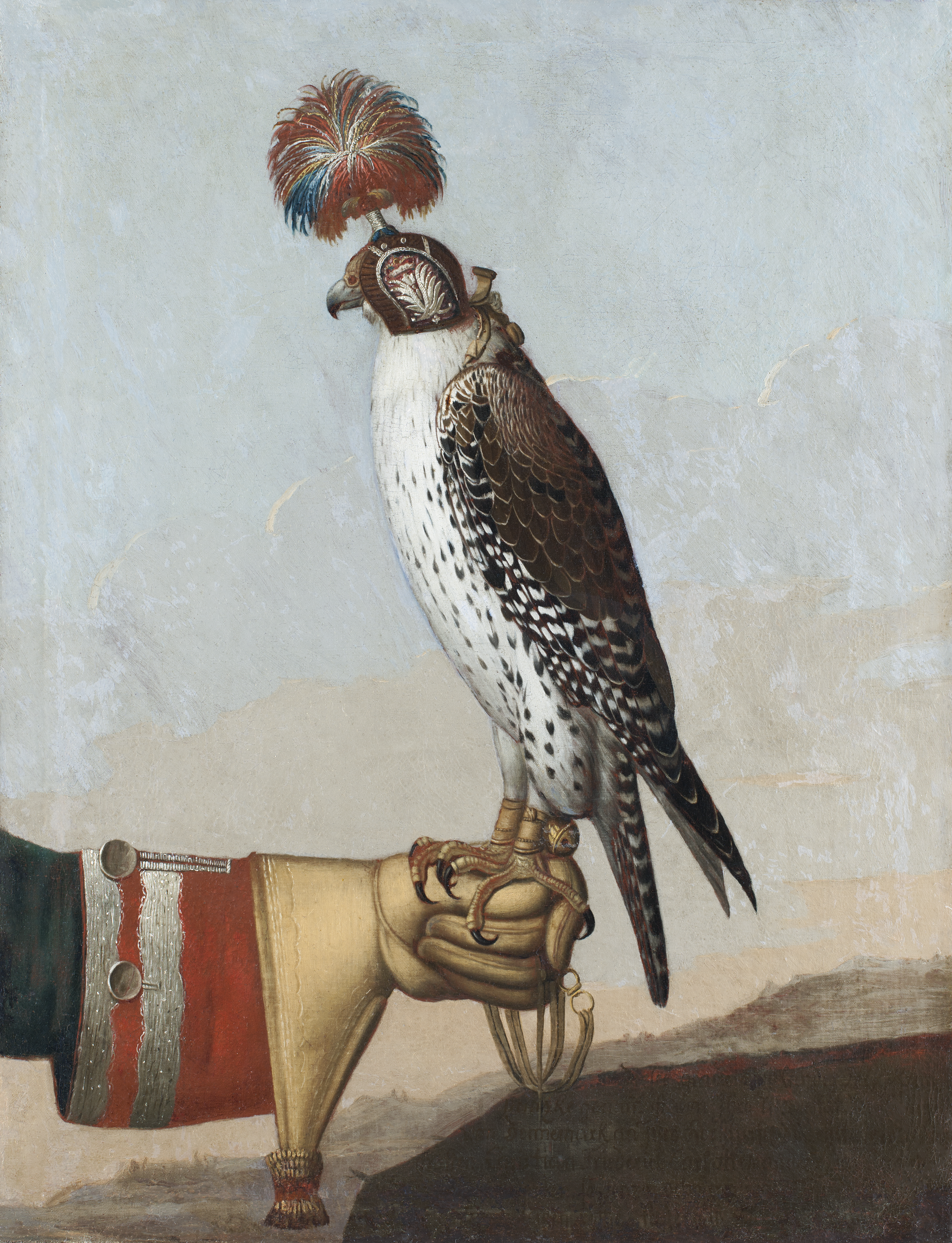
Ісландський кречет